# Ріан Сагден
Ріан Мері Сагден (англ. Rhian Marie Sugden; нар. 11 вересня 1986) — британська фотомодель та кіноакторка. Знімалася для популярних модельних журналів. Була «дівчиною третьої сторінки» британського таблоїда «The Sun».

## Біографія
Ріан Сагден народилася у Манчестері. Працювала системним адміністратором, поки її не помітив працівник модельного агентства Олівер Меллор. Їй запропонували зйомку, після цього Ріан вирішила розпочати кар'єру моделі. У 2006 році підписала контракт з агентством Саманти Бонд. Дівчина з'явилася на обкладинках популярних глянсових видань, на кшталт «Maxim», «Loaded», «Zoo», «Nuts», зіграла десяток ролей в кіно і організувала благодійний фонд. Однак, тривалий час Ріан продовжувала працювати в ІТ-сфері, а професійною моделлю стала лише у 2012 році.

## Особисте життя
ЇЇ зріст 170 см, груди 6 розміру. На тілі є декілька невеликих татуювань у вигляді літери R, зірки і квіткового узору.
23 вересня 2018 року Ріан вийшла заміж за свого модельного агента Олівера Меллора.